# قطبة بن عامر بن حديدة
قُطْبَة بن عامر بن حديدة صحابي من الأنصار من بني سواد بن غنم من بني سلمة من الخزرج، كان واحدًا من ستة من الأنصار أسلموا في مكة قبل بيعتي العقبة، ثم شهد بيعتي العقبة، ومن بعدها شهد مع النبي محمد المشاهد كلها، وكانت معه راية بني سلمة يوم الفتح، وجُرح يوم أحد تسع جراحات، ورمى يوم بدر حجرًا بين الصفين، وقال: «لا أفر حتى يفر هذا الحجر».
في صفر سنة 9 هـ، استعمل النبي محمد قطبة أميرًا على سرية من 20 رجلاً إلى أحد أحياء خثعم، وأمره أن يشن الغارة، فغنموا وعادوا. كما كان قُطبة سببًا في نزول آية: ﴿يَسْأَلُونَكَ عَنِ الْأَهِلَّةِ قُلْ هِيَ مَوَاقِيتُ لِلنَّاسِ وَالْحَجِّ وَلَيْسَ الْبِرُّ بِأَنْ تَأْتُوا الْبُيُوتَ مِنْ ظُهُورِهَا وَلَكِنَّ الْبِرَّ مَنِ اتَّقَى وَأْتُوا الْبُيُوتَ مِنْ أَبْوَابِهَا وَاتَّقُوا اللَّهَ لَعَلَّكُمْ تُفْلِحُونَ ۝١٨٩﴾ [البقرة:189]، ذلك أنه كانت قريش من الحُمس فكانوا يدخلون من أبواب البيوت، وكانت الأنصار يدخلونها من ظهورها، فبينا النبي محمد في بستان ومعه أناس من أصحابه، فخرج من البستان ومعه قطبة بن عامر، فقال أناس: «يا رسول الله، إنّ قطبة رجل فاجر». قال: «وما ذاك؟»، فأخبروه، فقال: «يا رسول الله، إنك خرجت، فخرجت»، قال النبي محمد: «فإنّي أحمسي». قال قطبة: «ديني دينك»، فنزلت الآية.
توفى قطبة في خلافة عثمان بن عفان.